# Piero Landini
Piero Landini (Padova, 1900 – Novara, 1988) è stato un geografo italiano.

## Biografia
Fu professore di geografia dal 1942 al 1975 all'Università di Palermo dove l'esame nella materia da lui insegnata divenne il più serio della Facoltà di Lettere. Fu collaboratore del Bollettino della Società Geografica Italiana e dell'Enciclopedia Italiana (per le voci sugli Stati Uniti).
Esperto di geografia umana ed economica, ha studiato la geografia regionale del Piemonte e della Lombardia (Alpi occidentali, in particolare nella zona del Po e della Val d'Ossola), la pianura Padana, la Lomellina, la geografia di alcuni paesi extra-europei (Guatemala, India, Alaska), la produzione e la localizzazione di alcuni prodotti agricoli ed esotici (tè), l'insediamento  pastorale in Val Varaita ed in Valle Antrona, alcuni insediamenti urbani (es.Novara edito nel 1941), i trasporti dei prodotti agricoli italiani
Notevole in particolare per l'accuratezza delle notizie lo studio storico geografico su Novara, dotato di alcune cartine, di statistiche  e di un'ampia bibliografia. Studio di geografia urbana, analizza il nome, la posizione, lo sviluppo tipografico nei suoi vari borghi,le vicende demografiche, le attività economiche a partire dal Medioevo, i mezzi di comunicazione.
Spazia in tutto il mondo lo studio sul tè, con cenni storici ed analisi delle caratteristiche botaniche, chimiche, merceologiche fondamentali. Analizza la coltivazione in tutti i continenti, il commercio fra i paesi esportatori ed i paesi importatori, la situazione in Italia e nel suo impero.
Fu uomo di scuola durante tutta la sua vita e scrisse numerosi libri di testo per le scuole medie e superiori, che ebbero grande successo e che sempre aggiornò. In particolare si ricorda un volume sull'Italia per i Licei per l'Istituto Geografico De Agostini. Se ne occupò (1931) quando era professore  all'Istituto Commerciale di Roma illustrando l'Italia dal punto di vista fisico, economico, demografico, coloniale. Apparteneva ad un corso di due volumi voluto dal Ministero dell' Educazione Nazionale, in cui Luigi Visintin, che gli era amico, aveva redatto il volume di geografia generale (astronomia, geografia fisica, geologia, biologia, economia). Landini scrisse poi un bell' articolo per il Bollettino della Società Geografica Italiana, dopo la sua morte, per ricordarne l'attività indefessa .

## Opere
- Un pioniere della fede e della scienza : il padre missionario Alberto M. De Agostini, e i suoi viaggi nella Terra del Fuoco, Roma, Casa editrice della Rivista d'Italia e d'America, 1925
- La vita pastorale nell'alta valle Varaita, Alpi Cozie, Roma, 1927
- Le condizioni geografiche fondamentali dell'habitat permanente e pastorale in valle Antrona : Alpi Pennine, Bacino del Toce, Novara, 1928
- Mineralogia e geografia generale, Napoli, F. Perrella, 1934
- Lo spopolamento montano sulla sponda piemontese del Lago Maggiore da Oggebbio a Meina, Roma, 1934
- La geografia del mate, Roma, Regia Società Geografica Italiana, 1937- XV (estratto dal Bollettino n.10, ot 1937)
- Il tè, monografia geografico-economica, Regia Università di Roma, Istituto di Geografia, serie A n. 5, Roma 1937-XV, di pagine 89 e carte
- Corso di geografia - L'Italia (ad uso dei Licei e degli Istituti Magistrali, parte II), Novara, IGDA, 1931 1ª, 1936 2ª
- La quarta edizione del grande Atlante De Agostini, in Boll. Soc. Geo. It., 1939, pp.305- 310
- Novara. Studio di geografia urbana, Novara, 1941, XIX, Stab. Tip. E. Cattaneo
- L'India inglese, Roma, Cremonese, 1942
- La Lomellina, Profilo Geografico, Roma 1952
- Cielo, terra, acque : compendio di geografia e geologia per i licei classici, scientifici e gli istituti magistrali, Torino, Lattes, 1958
- Geografia dei prodotti e delle comunicazioni, Torino, Lattes, 1959
- Fenomeni endogeni e storia della terra, Torino, Lattes, 1959
- Luigi Visintin, in Boll. Soc. Geo. It., 1959, pp. 533-538
- La vita e la terra:  elementi di zoologia, igiene, botanica, mineralogia, geologia, geografia generale per la seconda classe degli istituti tecnici industriali, Torino, Lattes, 1963
- Vedere il mondo : corso di geografia per la prima classe degli istituti tecnici industriali, Torino, Lattes, 1968
- Geografia generale (con Antonio Fabris), Torino, Lattes, 1997